# Dendrobium flexile
Dendrobium flexile är en orkidéart som beskrevs av Henry Nicholas Ridley. Dendrobium flexile ingår i släktet Dendrobium, och familjen orkidéer. Inga underarter finns listade i Catalogue of Life.